# Diócesis de Gravelbourg
La diócesis de Gravelbourg (en latín: Dioecesis Gravelburgensis, en francés: Diocèse de Gravelbourg y en inglés: Roman Catholic Diocese of Gravelbourg) fue una circunscripción eclesiástica de la Iglesia católica en Canadá. Se trataba de una diócesis latina, sufragánea de la arquidiócesis de Regina. Fue suprimida el 14 de septiembre de 1998 y transformada en diócesis titular. Desde el 14 de noviembre de 1998 su obispo es Noël Delaquis.

## Territorio y organización
La diócesis tenía 58 398 km² y extendía su jurisdicción sobre los fieles católicos de rito latino residentes en parte de la provincia de Saskatchewan.
La sede de la diócesis se encontraba en la ciudad de Gravelbourg, en donde se halla la Catedral de Nuestra Señora de la Asunción, hoy concatedral de la arquidiócesis de Regina.
En 1990 en la diócesis existían 30 parroquias.

## Historia
La diócesis de Gravelbourg fue erigida el 31 de enero de 1930 mediante la bula Universa christifidelium del papa Pío XI, tomando su territorio de la arquidiócesis de Regina, de la que fue hecha sufragánea.
La catedral original de Santa Filomena fue reinaugurada en 1965 dedicada a Nuestra Señora de la Asunción.
La diócesis estaba compuesta en su mayoría por fieles de habla francesa.
La diócesis fue suprimida el 14 de septiembre de 1998 y su territorio fue dividido entre la arquidiócesis de Regina y la diócesis de Saskatoon. La catedral se convirtió en concatedral de la arquidiócesis de Regina.
Desde 1998 la diócesis figura entre las sedes episcopales titulares de la Iglesia católica. Desde el 14 de noviembre de 1998, el obispo titular es Noël Delaquis, antiguo obispo residencial de Gravelbourg.

## Estadísticas
Según el Anuario Pontificio 1991 la diócesis tenía a fines de 1990 un total de 12 556 fieles bautizados.
| Año                                                                             | Población            | Población | Población      | Sacerdotes | Sacerdotes    | Sacerdotes    | Bautizados por sacerdote | Diáconos permanentes | Religiosos | Religiosos | Parroquias |
| Año                                                                             | Bautizados católicos | Total     | % de católicos | Total      | Clero secular | Clero regular | Bautizados por sacerdote | Diáconos permanentes | Varones    | Mujeres    | Parroquias |
| ------------------------------------------------------------------------------- | -------------------- | --------- | -------------- | ---------- | ------------- | ------------- | ------------------------ | -------------------- | ---------- | ---------- | ---------- |
| 1950                                                                            | 17 746               | 88 860    | 20.0           | 63         | 28            | 35            | 281                      |                      | 18         | 237        | 35         |
| 1966                                                                            | 20 050               | 82 638    | 24.3           | 65         | 41            | 24            | 308                      |                      | 24         | 219        | 31         |
| 1968                                                                            | 19 187               | 83 996    | 22.8           | 48         | 29            | 19            | 399                      |                      | 22         | 187        | 31         |
| 1976                                                                            | 15 096               | 57 522    | 26.2           | 42         | 27            | 15            | 359                      |                      | 24         | 125        | 38         |
| 1980                                                                            | 14 508               | 58 772    | 24.7           | 31         | 24            | 7             | 468                      |                      | 10         | 110        | 36         |
| 1990                                                                            | 12 556               | 65 300    | 19.2           | 25         | 22            | 3             | 502                      |                      | 3          | 69         | 30         |
| Fuente: Catholic-Hierarchy, que a su vez toma los datos del Anuario Pontificio. |                      |           |                |            |               |               |                          |                      |            |            |            |

## Episcopologio

### Obispos de Gravelbourg
- Jean-Marie-Rodrigue Villeneuve, O.M.I. † (16 de junio de 1930-11 de diciembre de 1931 nombrado arzobispo de Quebec)
- Louis-Joseph-Arthur Melanson † (25 de noviembre de 1932-16 de diciembre de 1936 nombrado arzobispo de Moncton)
- Joseph-Wilfrid Guy, O.M.I. † (2 de junio de 1937-7 de noviembre de 1942 retirado[nota 1])
- Marie-Joseph Lemieux, O.P. † (7 de abril de 1944-29 de junio de 1953 nombrado arzobispo de Ottawa)
- Aimé Décosse † (3 de noviembre de 1953-12 de mayo de 1973 renunció)
- Noël Delaquis (3 de diciembre de 1973-10 de abril de 1995 renunció)
- Raymond Olir Roussin, S.M. † (10 de abril de 1995-14 de septiembre de 1998 nombrado obispo coadjutor de Victoria)

### Obispos titulares
- Noël Delaquis,[nota 2] desde el 14 de noviembre de 1998